# 库隆比耶
库隆比耶（法語：Coulombiers，法語發音：[kulɔ̃bje]）是法国新阿基坦大区维埃纳省的一个市镇，位于该省西部，属于普瓦捷区和大普瓦捷城市公共社区。

## 地理
库隆比耶（46°29'5"N, 0°11'5"E）面积27.93 平方千米，位于法国新阿基坦大区维埃纳省，该省份为法国中西部省份，北起曼恩-卢瓦尔省和安德尔-卢瓦尔省，西接德塞夫勒省，南至夏朗德省，东南接上维埃纳省，东临安德尔省。
与库隆比耶接壤的市镇（或旧市镇、城区）包括：贝吕日、克卢埃、方丹勒孔特、吕西尼昂、马尔赛、布瓦夫尔拉瓦莱。
库隆比耶的时区为UTC+01:00、UTC+02:00（夏令时）。

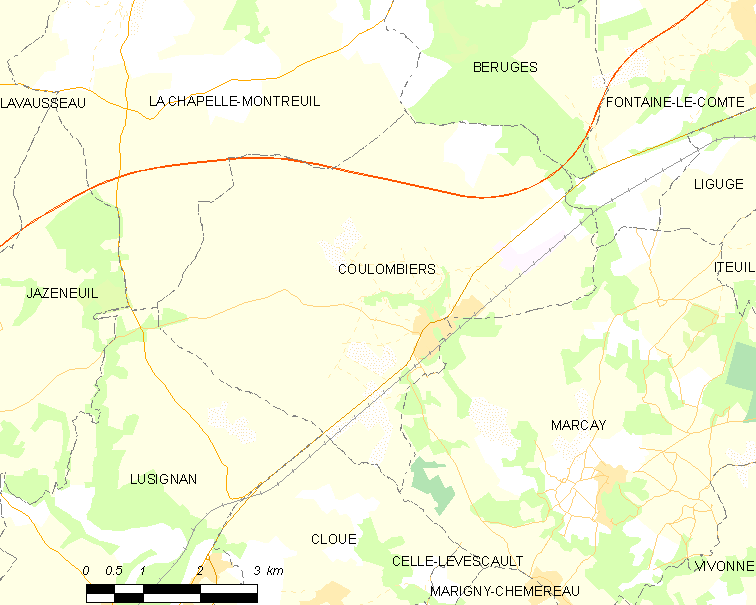
库隆比耶的OSM定位图

## 行政
库隆比耶的邮政编码为86600，INSEE市镇编码为86083。

## 政治
库隆比耶所属的省级选区为吕西尼昂县。

## 交通
维埃纳省省道D27线、D95线和D611线在境内交汇。

## 人口

1962-2008年间库隆比耶人口变化图示

库隆比耶于2022年1月1日时的人口数量为1143人。